# Guadalquivir (pel·lícula)
Guadalquivir és una pel·lícula documental espanyola del 2013 dirigida pel cineasta i nauturalista Joaquín Gutiérrez Acha, sobre la petita fauna que viu als marges del riu Guadalquivir. Fou produït per José María Morales i Wanda Visión amb la participació de TVE.

## Sinopsi
Amb la veu en off d'Estrella Morente, el documental mostra el recorregut fet per una guineu pel cabal del riu Guadalquivir, que uneix els espais naturals de Cazorla, Sierra Morena i Doñana. Aquest animal, adaptat al mitjà canviant de carnívor a herbívor quan li cal, segueix el cabal del riu cap al sud per no morir emmetzinada com les seves companyes, alhora que és assejat per l'home i el linx.

## Crítiques
| «                         | "Preciós film (...) no passaria de ser un documental més sobre animals i paisatges sinó fora pel fil conductor que el domina (...) Puntuació: ★★★★ (sobre 5)" | » |
| — Nuria Vidal: Fotogramas | |   |

| «                                       | "Moments de bellesa entrellaçats amb la crueltat de la vida. De totes maneres s'agrairia una mica menys de lirisme (...) Puntuació: ★★★ (sobre 5)" | » |
| — Salvador Llopart: Diari La Vanguardia | |   |

## Nominacions i premis
Va guanyar la Medalla del CEC al millor documental i fou nominada al Goya a la millor pel·lícula documental.